# 심경석
심경석(沈耕奭, 1932년 6월 4일~)은 대한민국의 아동문학가 겸 저술가이고, 본관은 청송(靑松)이며, 아직 일제 시대였던 충남 공주 출생으로, 호(號)는 하원(荷園)이다.

## 생애
초등교원 출신이기도 한데, 이에 아울러 대한민국 초등교육과학(大韓民國 初等敎育科學)의 원로(元老)라 일컬어지며 난정 어효선 선생과 함께 대한민국 아동문학사 연구 분야(兒童文學史 硏究 分野)의 양대 원로(兩大 元老)이기도 한 그는 서울교대 부설국민학교 교장을 지냈고, 1997년 2월에 초등교원 직위 정년 퇴임 이후에는 부모 교육 아카데미 원장 직위를 지냈다.

## 경력
- 부모 교육 아카데미 CEO 명예 이사장

### 대표 경력
- 부모 교육 아카데미 CEO 원장
- 서울교육대학교 객원교수

### 주요 경력
- 서울교대 부설국민학교 교장
- 서울서초국민학교 교장
- 서울명일국민학교 교장
- 서울신암국민학교 교장
- 부모교육아카데미 원장
- 서울교육대학교 객원교수

### 학력
- 충청남도 공주 반포국민학교 졸업(1945년)
- 경성제1고등보통학교 졸업(1951년)
- 서울대학교 교육학과 학사(1958년)
- 연세대학교 교육대학원 교육행정학과 교육학 석사(1977년)

## 저서

### 저술
- 《그림으로 배우는 어린이 한자 400》(1995년 12월 1일)

### 동화
- 《산타 클로스 선생님》(1986년 12월 6일)
- 《네 잎 클로버》(1997년 3월 15일)
- 《포리의 황금마차》(2001년 2월 15일)

2002년 3월부터 2003년 4월까지 발표한 동화작
- 《선생님의 아름다운 선물》
  - 차 선생님의 이야기.

- 《우리들의 영웅 뱀소년》
  - 뱀소년의 이야기.

- 《태양을 사랑하는 소녀》
  - 민동식 장군의 손녀 민수지의 이야기.

- 《친구여 안녕》
  - 개구쟁이 소년 윤호의 이야기.

- 《왕바보와 쫑기 마우스》
  - 개구쟁이 소년 왕정보 앞에 쫑기 마우스가 나타나며 벌어지는 이야기.

- 《사랑은 아름다워라》
  - 피자집 '피노키오'의 딸이자 아역배우인 은지, 피자집 '피터팬'의 딸이자 차분한 혜수의 이야기.

- 《무지개 친구》
  - 금유라, 은하수, 동민기가 우정을 쌓아가는 이야기.

- 《포리와 레드》
  - 충성심 강한 강아지 포리가 여자친구 레드와 함께 주인을 찾아 떠나는 이야기.

- 《우린 헤어질 수 없어》
  - 주인공 민우는 IMF로 인한 아버지의 사업 실패로 아버지의 친구 윤 아저씨에게 맡겨져 경기도 광주 곤지암으로 떠나게 된다. 그 곳에서 윤 아저씨의 딸 승희, 벙어리 소년 병구와 우정을 쌓는다.

## 트리비아
초등교원 교직 시절 그는 소파 방정환 선생과 빙허 현진건 선생과 해풍 심훈 선생 등의 문학가를 존경했고 교원 퇴임 시절에도 그의 애창곡은 가곡 《산유화》, 동요 《고향의 봄》 등이었다고 전한다.